# Gateway (Informatik)
Das Wort Gateway [ˈgeɪtweɪ] (englisch für Ausfahrt und Einfahrt, wörtlich Torweg) bezeichnet in der Informatik eine Komponente (Hard- oder Software), welche zwischen zwei Systemen eine Verbindung herstellt. Ein IT-System, das seinen Kommunikationspartner nicht direkt kennt, wendet sich an sein Gateway. Das Gateway stellt die Brücke zur Kommunikation zwischen mehreren internen oder auch externen Netzwerkabschnitten dar. Die Bezeichnung Gateway impliziert, dass die weitergeleiteten Daten zur Weiterleitung in ihrer Adressierung bearbeitet werden. Dabei kann es sich um Daten in allen Schichten des OSI-Modells handeln. Je nach Schicht, auf der die Bearbeitung stattfindet, existieren spezifischere Begriffe für entsprechende Systeme.

## Arbeitsweise
Die Arbeitsweise eines Gateways ist je nach Schicht im OSI-Modell sehr unterschiedlich:
- Layer 1 Hier arbeiten Medienkonverter, welche z. B. elektrische in optische Signale umwandeln. Auch Powerline-Adapter zählen zu den Gateways auf Layer 1.
- Layer 2 Auf dem Layer 2 findet die Übersetzung zwischen unterschiedlichen Netzwerktypen statt, z. B. zwischen Ethernet und Token Ring. Ab diesem Layer ist eine effektive Veränderung der transportierten Daten möglich. So werden die Header von Ethernet durch ein Token von Token Ring ersetzt und umgekehrt.
- Layer 3 In Netzwerken, welche eine Unterteilung in Subnetze wie bei IP-Adressen vornehmen, arbeiten hier die Router. Ein Router leitet Pakete zwischen den angeschlossenen Subnetzen weiter. Das eigentliche Routing verändert dabei keinerlei Daten auf Layer 3. Eine Ausnahme davon stellt Network Address Translation dar, welche Daten auf Layer 3 ändert.
- Layer 4 Im TCP/IP-Stack ist Port Address Translation ein häufiges Beispiel für ein Gateway. Dabei werden Portnummern von TCP oder UDP in den transportierten Paketen ausgetauscht. Ein anderes Beispiel für Layer 4 Gateways ist die Terminierung von TLS-Verbindungen. Das Gateway entschlüsselt dabei die ankommenden Pakete und leitet diese anschließend an ein anderes System weiter. Für die Weiterleitung kann dabei ebenfalls Verschlüsselung mittels TLS zum Einsatz kommen.
- Layer 5-7 Gateways auf diesen Layern nehmen eine Umsetzung zwischen unterschiedlichen Applikationsprotokollen vor, z. B. von Fax zu E-Mail oder von analoger Telefonie zu VoIP. Ein Gateway auf diesen Layern, das die Inhalte der Pakete untersucht und verändert, ohne eine Übersetzung in ein anderes Protokoll vorzunehmen, wird als Application Layer Gateway oder häufiger als Proxy bezeichnet.

In der Praxis finden sich die unterschiedlichen Gateways oftmals in denselben Systemen. Bestes Beispiel dafür sind Firewalls. Selbst einfachste Firewalls decken mit ihren Funktionen die Layer 1–4 ab, bei teureren Geräten finden sich Funktionen für alle sieben Layer.

## Abgrenzung zum Standardgateway als Router (Default Gateway)
In der Anfangszeit von IP war man nicht selten gezwungen, Netzwerke unterschiedlichen Typs miteinander zu verbinden und damit zwangsläufig deren Protokolle zu konvertieren. Denn IP wurde mit Protokollen wie DECnet, SNA und Novells IPX/SPX konfrontiert. Der Begriff default Gateway aus der IP-Netzwerkkonfiguration sollte dem Administrator verdeutlichen, dass er hier ein Gateway eintragen kann. Doch was dort tatsächlich eingesetzt wird, hängt von der jeweiligen Netzwerkarchitektur ab.
Mit der Vorherrschaft von IP zog der Router immer öfter an die Stelle des Gateways. Mittlerweile gibt es in diesem Segment kaum noch Gateways, da die Netze fast ausschließlich über IP kommunizieren. Das Umsetzen eines Protokolls ist also nicht mehr erforderlich.
Statt Protokolle zu konvertieren, leitet das default Gateway einer IP-Konfiguration heute also lediglich alle nicht zu einem Subnetz gehörenden Netzwerkanfragen in ein anderes Subnetz weiter und erfüllt damit schlicht die Funktionen eines Routers, weshalb die Bezeichnung „default Router“ heutzutage treffender wäre. Gateways werden daher im allgemeinen Sprachgebrauch oftmals mit Routern gleichgesetzt, obwohl ein Gateway nicht zwangsläufig ein Router ist.
Router arbeiten auf der dritten Schicht (Vermittlungsschicht) des OSI-Referenzmodells, ein Gateway kann dagegen auf allen Schichten implementiert werden.
Laut RFC 4949 sind typische Erscheinungsformen eines Gateways: Bridge, Router und Proxy Server.

### Internet-Gateway
Teilweise wird im Heimbereich ein Kombigerät aus DSL-Router und DSL-Modem als Internet-Gateway bezeichnet. Diese Geräte vereinen, vereinfacht ausgedrückt, die Funktion, Netzwerke miteinander zu verbinden (Routing), mit der Fähigkeit, hierfür unterschiedliche Protokolle zu benutzen (Gateway). So werden IP-Pakete aus dem Heimnetzwerk bei DSL-Verwendung zumeist über das PPPoE-Protokoll in das Netz des Providers übersandt.
Die Protokollbenennung eines Standardgateways ist dabei auf der Implementierungsebene als mehrschichtig zu bezeichnen, weil im Gegensatz zum einfachen Router die Fähigkeit einer eigenständigen, temporär von einem Hauptsystem unabhängigen Inbetriebnahme besteht. Dies bezieht sich nicht nur auf WAN-Aktivitäten, sondern auch auf alle Prozesse, welche auf Betriebssystemen heute möglich sind.
Andererseits kann das Internet-Gateway eine andere Bezeichnung für das Herstellen einer VPN-Verbindung über einen gesicherten Tunnel sein.

## VPN-Gateway
Ein VPN-Gateway ermöglicht über ein öffentliches Netz, wie dem Internet, beispielsweise den sicheren Zugriff auf ein entferntes Firmennetzwerk, das normalerweise nicht öffentlich zugänglich ist. Somit können verschiedene Dienste, wie E-Mail, Intranet oder Laufwerksfreigaben, die eigentlich nur LAN-intern zur Verfügung stehen, über eine getunnelte Verbindung genutzt werden.

## Andere Gateways
Das Gateway als Netzwerk-Dienstleister ist nicht zu verwechseln mit dem „Service-Gateway“-Konzept, wie es von OSGi repräsentiert wird – auch wenn durchaus Überlappungen bestehen.
In der Telekommunikation wird ein Gateway auch als Netzübergang bezeichnet. Soft Switches oder Media Gateways dienen hierbei als Schnittstelle zwischen unterschiedlichen Netzwerktypen, die die digitale Transkodierung der unterschiedlichen Medien (Sprache) übernehmen. Ein Netzübergang kann beispielsweise zwischen einem leitungsvermittelten Netzwerk (ISDN) und einem IP-basierten paketorientierten Netzwerk (NGN) zum Einsatz kommen.
In der Automobiltechnik finden sich Gateways oft zwischen den verschiedenen Datenbussen wie CAN in verschiedenen Geschwindigkeitsversionen, z. B. MOST-Bus. Eine typische Konfiguration in einem Automobil besteht aus einem „schnellen“ CAN-Bus für Motorsteuerung und ähnliche Echtzeit-Steuergeräte und einem „langsamen“ CAN-Bus für Steuergeräte mit wenigen und selten anfallenden Daten („Komfort-Bus“, für Reifendruckkontrolle oder Tankgeber). Für bestimmte Zwecke (Diagnose) müssen manche Daten auch auf dem jeweils anderen Bus zur Verfügung gestellt werden. Für diesen Zweck kopiert das Gateway die Daten von einem Bus auf den anderen. Dieses Gateway kann als eigenes Steuergerät auftreten oder Teil eines vorhandenen, größeren Steuergeräts sein (beispielsweise des Kombiinstruments), welches Verbindungen zu allen Busvarianten bedienen muss.